# Villaines-sous-Malicorne
Villaines-sous-Malicorne is een gemeente in het Franse departement Sarthe (regio Pays de la Loire) en telt 746 inwoners (1999). De plaats maakt deel uit van het arrondissement La Flèche.

## Geografie
De oppervlakte van Villaines-sous-Malicorne bedraagt 19,1 km², de bevolkingsdichtheid is 39,1 inwoners per km².
De onderstaande kaart toont de ligging van Villaines-sous-Malicorne met de belangrijkste infrastructuur en aangrenzende gemeenten.

## Demografie
Onderstaande figuur toont het verloop van het inwonertal (bron: INSEE-tellingen).

1. ↑  Populations de référence 2022.